# Bears de Chicago
Stade
Maillots
Super Bowl XX
Champion NFL 1921 - 1932 - 1933 - 1940 - 1941 - 1943 - 1946 - 1963
Les Bears de Chicago (Chicago Bears en anglais) sont une franchise de la National Football League (NFL) basée à Chicago dans l'Illinois. Ils sont membres de la Division Nord de la National Football Conference (NFC).
Depuis l'ère du Super Bowl, les Bears n'ont remporté qu'un titre soit le Super Bowl XX gagné en janvier 1986 contre les Patriots de la Nouvelle-Angleterre. Ils ont ensuite perdu celui joué en février 2007 contre les Colts d'Indianapolis. Avant cette période, ils ont été champions de la NFL en 1921 (sous l'appellation Chicago Staleys), 1932, 1933, 1940, 1941, 1943, 1946 et 1963. Leurs neuf titres ne sont surpassés que par les 13 des Packers de Green Bay.
Les Bears détiennent le record NFL de joueurs intronisés au Pro Football Hall of Fame avec 26 membres.
La franchise est fondée le 17 septembre 1920 à Decatur, Illinois avant de s'installer à Chicago en 1921. Les Bears reçoivent leurs visiteurs à Soldier Field depuis 1971, date à laquelle ils quittent Wrigley Field qui les accueillait depuis leur arrivée à Chicago. Soldier Field est situé au bord du lac Michigan. Des rénovations récentes l'ont rapproché des autres enceintes plus modernes des franchises NFL.
Les Bears ont pour grands rivaux les Packers de Green Bay, cette rivalité s'étant forgée au cours de leurs 170 rencontres.

## Palmarès
- Super Bowl (1) : 1985 (XX).
- Champion de Conférence (4) : 
  - NFL Western (2) : 1956, 1963 ;
  - NFC (2) : 1985, 2006.
- Champion de division (19) : 
  - NFL Western (8) : 1933, 1934, 1937, 1940, 1941, 1942, 1943, 1946;
  - NFC Central (7) : 1984, 1985, 1986, 1987, 1988, 1990, 2001;
  - NFC North (4) : 2005, 2006, 2010, 2018.

## Histoire

### 1919-1920: Staleys de Decatur
Originellement nommés les Staleys de Decatur, le club fut créé par la A. E. Staley Company de Decatur en 1919. Ce cas de figure est classique chez les franchises NFL très anciennes. Les Packers rivaux doivent leur nom à une société d'emballage. En 1920, la compagnie engagea George Halas et Edward « Dutch » Sternaman (en) pour diriger sportivement l'équipe, avant de leur laisser les pleins pouvoirs dès l'année suivante. Dans les documents officiels de la franchise et de la NFL, Halas est considéré comme le fondateur car il a dirigé le club lors de la création de la NFL en 1920.
Les Bears sont, avec les Cardinals de l'Arizona qui étaient localisés à Chicago avant leur déménagement en 1959, les seules franchises fondatrices encore en activité.

### 1921-1922: Staleys de Chicago
L'équipe déménagea en 1921 à Chicago sous le nom des Staleys de Decatur. Halas et Sternaman rachetèrent dans la foulée à la Staley Company les droits de l'équipe pour 100 US$.

### 1922-1970: Bears de Chicago
Les premières années de la NFL furent celles de la suprématie des Bears, avec 4 victoires sur les 6. Les Bears ne cédèrent que deux titres à leurs rivaux. Pendant cette durée, les Bears perdirent deux fois contre les Bulldogs de Clanton (vainqueurs des 2 titres cédés), et équilibrèrent contre les Cardinals alors voisins (4 victoires chacun et 2 nuls). Par contre, aucune autre franchise ne put les battre plus d'une fois en six ans. Le nombre de 34 matches sans concéder un seul point aux adversaires est celui qui illustre le mieux cette domination.
La rivalité avec les Packers de Green Bay date de cette époque. Cette rivalité est une des plus anciennes et des plus antagonistes du sport professionnel américain. En 1921, Halas parvient par de basses manœuvres à faire exclure les Packers de la ligue pour les empêcher d’engager un joueur. Celui-ci engagé par les Bears, Halas fit gracieusement réintégrer ces rivaux.
Le succès des Bears sous Halas fut immédiat. Le gain du championnat dès 1921 fut suivi d'une décennie très compétitive. En 1924, les Bears s'autoproclamèrent « Champions du monde » sur la photo commémorative après la victoire finale contre les Bulldogs de Cleveland le 7 décembre. Mais les règlements de la ligue ne prenaient alors en compte que les matches ayant eu lieu avant le 30 novembre. Les Bears furent donc classés deuxièmes derrière Cleveland. Leur seule saison avec un bilan négatif fut 1929.
La ligue dut prendre des dispositions pour limiter l'omnipotence des Bears dans les années 1920.
Par exemple, la règle interdisant d’engager un joueur universitaire avant que sa promotion ne soit diplômée de l'université est la conséquence de l’engagement par les Bears du joueur vedette de l'Université de l'Illinois Red Grange le jour même de son dernier match de collège.
Après des pertes financières lors de la victoire de 1932, « Dutch » Sternaman, l'associé de Halas, quitta l'organisation. Halas se retrouva avec les pleins pouvoirs qu'il garda jusqu'à sa mort en 1983. À sa mémoire, le maillot des Bears de Chicago arbore sur la manche gauche ses initiales : GSH (George Stanley Halas).

## Rivalité
- Packers de Green Bay

## Entraîneurs
- 1919 : Robert E. Brannan (en)
- 1920-1929 : George Halas
- 1930-1932 : Ralph Jones (en)
- 1933-1942 : George Halas
- 1942-1945 : Hunk Anderson (en) et Luke Johnsos (en)
- 1946-1955 : George Halas
- 1956-1957 : Paddy Driscoll (en)
- 1958-1967 : George Halas
- 1968-1971 : Jim Dooley
- 1972-1974 : Abe Gibron
- 1975-1977 : Jack Pardee (en)
- 1978-1981 : Neill Armstrong (en)
- 1982-1992 : Mike Ditka
- 1993-1998 : Dave Wannstedt (en)
- 1999-2003 : Dick Jauron (en)
- 2004-2012 : Lovie Smith
- 2013-2014 : Marc Trestman
- 2014-2017 : John Fox
- 2018-2021 : Matt Nagy
- 2022-2024 : Matt Eberflus
- depuis 2024 : Thomas Brown (en) (intérim)

## Bilan saison par saison
| Saison             | Vic. | Déf. | Nuls | Classement                                                                         | Séries éliminatoires                                                               |
| ------------------ | ---- | ---- | ---- | ---------------------------------------------------------------------------------- | ---------------------------------------------------------------------------------- |
| Staleys de Decatur |      |      |      |                                                                                    |                                                                                    |
| 1920               | 10   | 1    | 2    | 2e APFA                                                                            | L'APFA n'a pas organisé de séries éliminatoires en 1920.                           |
| Staleys de Chicago |      |      |      |                                                                                    |                                                                                    |
| 1921               | 9    | 1    | 1    | 1er APFA                                                                           | Désignés champions de l'APFA (1)                                                   |
| Bears de Chicago   |      |      |      |                                                                                    |                                                                                    |
| 1922               | 9    | 3    | 0    | 2e                                                                                 | La NFL n'a pas organisé de séries éliminatoires avant 1933.                        |
| 1923               | 9    | 2    | 1    | 2e                                                                                 | La NFL n'a pas organisé de séries éliminatoires avant 1933.                        |
| 1924               | 6    | 1    | 4    | 2e                                                                                 | La NFL n'a pas organisé de séries éliminatoires avant 1933.                        |
| 1925               | 9    | 5    | 3    | 7e                                                                                 | La NFL n'a pas organisé de séries éliminatoires avant 1933.                        |
| 1926               | 12   | 1    | 3    | 2e                                                                                 | La NFL n'a pas organisé de séries éliminatoires avant 1933.                        |
| 1927               | 9    | 3    | 2    | 3e                                                                                 | La NFL n'a pas organisé de séries éliminatoires avant 1933.                        |
| 1928               | 7    | 5    | 1    | 5e                                                                                 | La NFL n'a pas organisé de séries éliminatoires avant 1933.                        |
| 1929               | 4    | 9    | 2    | 9e                                                                                 | La NFL n'a pas organisé de séries éliminatoires avant 1933.                        |
| 1930               | 9    | 4    | 1    | 3e                                                                                 | La NFL n'a pas organisé de séries éliminatoires avant 1933.                        |
| 1931               | 8    | 5    | 0    | 3e                                                                                 | La NFL n'a pas organisé de séries éliminatoires avant 1933.                        |
| 1932               | 7    | 1    | 6    | 1er                                                                                | Désignés champions de la NFL (2)                                                   |
| 1933               | 10   | 2    | 1    | 1er Division Western                                                               | Victoire en finale de la NFL (3) : Giants de New York 23–21                        |
| 1934               | 13   | 0    | 0    | 1er Division Western                                                               | Défaite en finale de la NFL (Giants de New York) 13-30                             |
| 1935               | 6    | 4    | 2    | 3e Division Western                                                                |                                                                                    |
| 1936               | 9    | 3    | 0    | 2e Division Western                                                                |                                                                                    |
| 1937               | 9    | 1    | 1    | 1er Division Western                                                               | Défaite en finale de la NFL (Redskins de Washington 28–21                          |
| 1938               | 6    | 5    | 0    | 3e Division Western                                                                |                                                                                    |
| 1939               | 8    | 3    | 0    | 2e Division Western                                                                |                                                                                    |
| 1940               | 8    | 3    | 0    | 1er Division Western                                                               | Victoire en finale de la NFL (4) : Redskins de Washington 73–0                     |
| 1941               | 10   | 1    | 0    | 1er Division Western                                                               | Victoire en finale de la NFL (5) : Giants de New York 37–9                         |
| 1942               | 11   | 0    | 0    | 1er Division Western                                                               | Défaite en finale de la NFL (Redskins de Washington) 6-14                          |
| 1943               | 8    | 1    | 1    | 1er Division Western                                                               | Victoire en finale de la NFL (6) : Redskins de Washington 41–21                    |
| 1944               | 6    | 3    | 1    | 2e Division Western                                                                |                                                                                    |
| 1945               | 3    | 7    | 0    | 4e Division Western                                                                |                                                                                    |
| 1946               | 8    | 2    | 1    | 1er Division Western                                                               | Victoire en finale de la NFL (7) : Giants de New York 24–14                        |
| 1947               | 8    | 4    | 0    | 2e Division Western                                                                |                                                                                    |
| 1948               | 10   | 2    | 0    | 2e Division Western                                                                |                                                                                    |
| 1949               | 9    | 3    | 0    | 2e Division Western                                                                |                                                                                    |
| 1950               | 9    | 3    | 0    | 1er Conf. National                                                                 | Défaite finale de conférence (Rams) 14-24                                          |
| 1951               | 7    | 5    | 0    | 4e Conf. National                                                                  |                                                                                    |
| 1952               | 5    | 7    | 0    | 5e Conf. National                                                                  |                                                                                    |
| 1953               | 3    | 8    | 1    | 4e Conf. National                                                                  |                                                                                    |
| 1954               | 8    | 4    | 0    | 2e Conf. Western                                                                   |                                                                                    |
| 1955               | 8    | 4    | 0    | 2e Conf. Western                                                                   |                                                                                    |
| 1956               | 9    | 2    | 1    | 1er Conf. Western                                                                  | Défaite en finale de la NFL (Giants de New York) 7-47                              |
| 1957               | 5    | 7    | 0    | 5e Conf. Western                                                                   |                                                                                    |
| 1958               | 8    | 4    | 0    | 2e Conf. Western                                                                   |                                                                                    |
| 1959               | 8    | 4    | 0    | 2e Conf. Western                                                                   |                                                                                    |
| 1960               | 5    | 6    | 1    | 5e Conf. Western                                                                   |                                                                                    |
| 1961               | 8    | 6    | 0    | 3e Conf. Western                                                                   |                                                                                    |
| 1962               | 9    | 5    | 0    | 3e Conf. Western                                                                   |                                                                                    |
| 1963               | 11   | 1    | 2    | 1er Conf. Western                                                                  | Victoire en finale de la NFL (8) : Giants de New York 14–10                        |
| 1964               | 5    | 9    | 0    | 6e Conf. Western                                                                   |                                                                                    |
| 1965               | 9    | 5    | 0    | 3e Conf. Western                                                                   |                                                                                    |
| Fusion AFL-NFL     |      |      |      |                                                                                    |                                                                                    |
| 1966               | 5    | 7    | 2    | 5e Conf. Western                                                                   | --                                                                                 |
| 1967               | 7    | 6    | 1    | 2e NFL Western Central                                                             | --                                                                                 |
| 1968               | 7    | 7    | 0    | 2e NFL Western Central                                                             | --                                                                                 |
| 1969               | 1    | 13   | 0    | 4e NFL Western Central                                                             | --                                                                                 |
| 1970               | 6    | 8    | 0    | 4e NFC Central                                                                     | --                                                                                 |
| 1971               | 6    | 8    | 0    | 3e NFC Central                                                                     | --                                                                                 |
| 1972               | 4    | 9    | 1    | 4e NFC Central                                                                     | --                                                                                 |
| 1973               | 3    | 11   | 0    | 4e NFC Central                                                                     | --                                                                                 |
| 1974               | 4    | 10   | 0    | 4e NFC Central                                                                     | --                                                                                 |
| 1975               | 4    | 10   | 0    | 3e NFC Central                                                                     | --                                                                                 |
| 1976               | 7    | 7    | 0    | 2e NFC Central                                                                     | --                                                                                 |
| 1977               | 9    | 5    | 0    | 2e NFC Central                                                                     | Défaite en tour de Division (Cowboys de Dallas) 7-37                               |
| 1978               | 7    | 9    | 0    | 4e NFC Central                                                                     | --                                                                                 |
| 1979               | 10   | 6    | 0    | 2e NFC Central                                                                     | Défaite en tour de Wild Card (Eagles de Philadelphie) 17-27                        |
| 1980               | 7    | 9    | 0    | 3e NFC Central                                                                     | --                                                                                 |
| 1981               | 6    | 10   | 0    | 5e NFC Central                                                                     | --                                                                                 |
| 1982               | 3    | 6    | 0    | 12e Conférence NFC                                                                 | --                                                                                 |
| 1983               | 8    | 8    | 0    | 3e NFC Central                                                                     | --                                                                                 |
| 1984               | 10   | 6    | 0    | 1er NFC Central                                                                    | Défaite en finale de conférence NFC : 49ers de San Francisco 0-23                  |
| 1985               | 15   | 1    | 0    | 1er NFC Central                                                                    | Victoire au Super Bowl XX : Patriots de la Nouvelle-Angleterre 46-10               |
| 1986               | 14   | 2    | 0    | 1er NFC Central                                                                    | Défaite en tour de Division (Redskins de Washington) 13-27                         |
| 1987               | 11   | 4    | 0    | 1er NFC Central                                                                    | Défaite en tour de Division (Redskins de Washington) 17-21                         |
| 1988               | 12   | 4    | 0    | 1er NFC Central                                                                    | Défaite en finale de conférence NFC (49ers de San Francisco) 3-28                  |
| 1989               | 6    | 10   | 0    | 4e NFC Central                                                                     | --                                                                                 |
| 1990               | 11   | 5    | 0    | 1er NFC Central                                                                    | Défaite en tour de Division (Giants de New York) 3-31                              |
| 1991               | 11   | 5    | 0    | 2e NFC Central                                                                     | Défaite en tour de Wild Card (Cowboys de Dallas) 13-17                             |
| 1992               | 5    | 11   | 0    | 4e NFC Central                                                                     | --                                                                                 |
| 1993               | 7    | 9    | 0    | 4e NFC Central                                                                     | --                                                                                 |
| 1994               | 9    | 7    | 0    | 4e NFC Central                                                                     | Défaite en séries éliminatoires (division) : 49ers de San Francisco 44-15          |
| 1995               | 9    | 7    | 0    | 3e NFC Central                                                                     | --                                                                                 |
| 1996               | 7    | 9    | 0    | 3e NFC Central                                                                     | --                                                                                 |
| 1997               | 4    | 12   | 0    | 5e NFC Central                                                                     | --                                                                                 |
| 1998               | 4    | 12   | 0    | 5e NFC Central                                                                     | --                                                                                 |
| 1999               | 6    | 10   | 0    | 5e NFC Central                                                                     | --                                                                                 |
| 2000               | 5    | 11   | 0    | 5e NFC Central                                                                     | --                                                                                 |
| 2001               | 13   | 3    | 0    | 1er NFC Central                                                                    | Défaite en tour de Division (Eagles de Philadelphie) 19-33                         |
| 2002               | 4    | 12   | 0    | 3e NFC North                                                                       | --                                                                                 |
| 2003               | 7    | 9    | 0    | 3e NFC North                                                                       | --                                                                                 |
| 2004               | 5    | 11   | 0    | 4e NFC North                                                                       | --                                                                                 |
| 2005               | 11   | 5    | 0    | 1er NFC North                                                                      | Défaite en tour de Division (Panthers de la Caroline) 21-29                        |
| 2006               | 13   | 3    | 0    | 1er NFC North                                                                      | Défaite au Super Bowl XLI : Colts d'Indianapolis 17-29                             |
| 2007               | 7    | 9    | 0    | 4e NFC North                                                                       | --                                                                                 |
| 2008               | 9    | 7    | 0    | 2e NFC North                                                                       | --                                                                                 |
| 2009               | 7    | 9    | 0    | 3e NFC North                                                                       | --                                                                                 |
| 2010               | 11   | 5    | 0    | 1er NFC North                                                                      | Défaite en finale de conférence NFC (Packers de Green Bay) 14-21                   |
| 2011               | 8    | 8    | 0    | 3e NFC North                                                                       | --                                                                                 |
| 2012               | 10   | 6    | 0    | 3e NFC North                                                                       | --                                                                                 |
| 2013               | 8    | 8    | 0    | 2e NFC North                                                                       | --                                                                                 |
| 2014               | 5    | 11   | 0    | 4e NFC North                                                                       | --                                                                                 |
| 2015               | 6    | 10   | 0    | 4e NFC North                                                                       | --                                                                                 |
| 2016               | 3    | 13   | 0    | 4e NFC North                                                                       | --                                                                                 |
| 2017               | 5    | 11   | 0    | 4e NFC North                                                                       | --                                                                                 |
| 2018               | 12   | 4    | 0    | 1er NFC North                                                                      | Défaite en tour de Wild Card (Eagles de Philadelphie) 15-16                        |
| 2019               | 8    | 8    | 0    | 3e NFC North                                                                       | --                                                                                 |
| 2020               | 8    | 8    | 0    | 2e NFC North                                                                       | Défaite en tour de Wild Card (Saints de La Nouvelle-Orléans) 9-21                  |
| 2021               | 6    | 11   | 0    | 3e NFC North                                                                       | --                                                                                 |
| 2022               | 3    | 14   | 0    | 4e NFC North                                                                       | --                                                                                 |
| 2023               | 7    | 10   | 0    | 4e NFC North                                                                       | --                                                                                 |
| 2024               | 5    | 12   | 0    | 4e NFC North                                                                       | --                                                                                 |
| Totaux             | 798  | 646  | 42   | Saison régulière (19 titres de division, 4 titres de conférence)                   | Saison régulière (19 titres de division, 4 titres de conférence)                   |
| Totaux             | 17   | 19   | -    | Séries éliminatoires                                                               | Séries éliminatoires                                                               |
| Totaux             | 815  | 666  | 42   | Saison régulière + séries éliminatoires (9 titres de NFL avant 1966, 0 Super Bowl) | Saison régulière + séries éliminatoires (9 titres de NFL avant 1966, 0 Super Bowl) |